# Rue Bruat (Colmar)
Pour les articles homonymes, voir Rue Bruat.
La rue Bruat est une voie de la commune française de Colmar.

## Situation et accès
Cette voie de circulation, d'une longueur de 450 m (plus un décrochage de 85 m), se trouve dans le quartier centre.
On y accède par les boulevards du Champ-de-Mars, du Général-Leclerc, les avenues de la République, de la Marne, les rues des Blés, de la Gare, Camille Schlumberger, de Reims et le Champ-de-Mars.
Cette voie n'est pas desservie par les bus de la TRACE même si ses bus y circulent.

## Origine du nom
La rue doit son nom à l'amiral Armand Joseph Bruat (1796 - 1855), natif de la ville.

## Bâtiments remarquables et lieux de mémoire
Dans cette rue se trouvent des édifices remarquables[Lesquels ?].

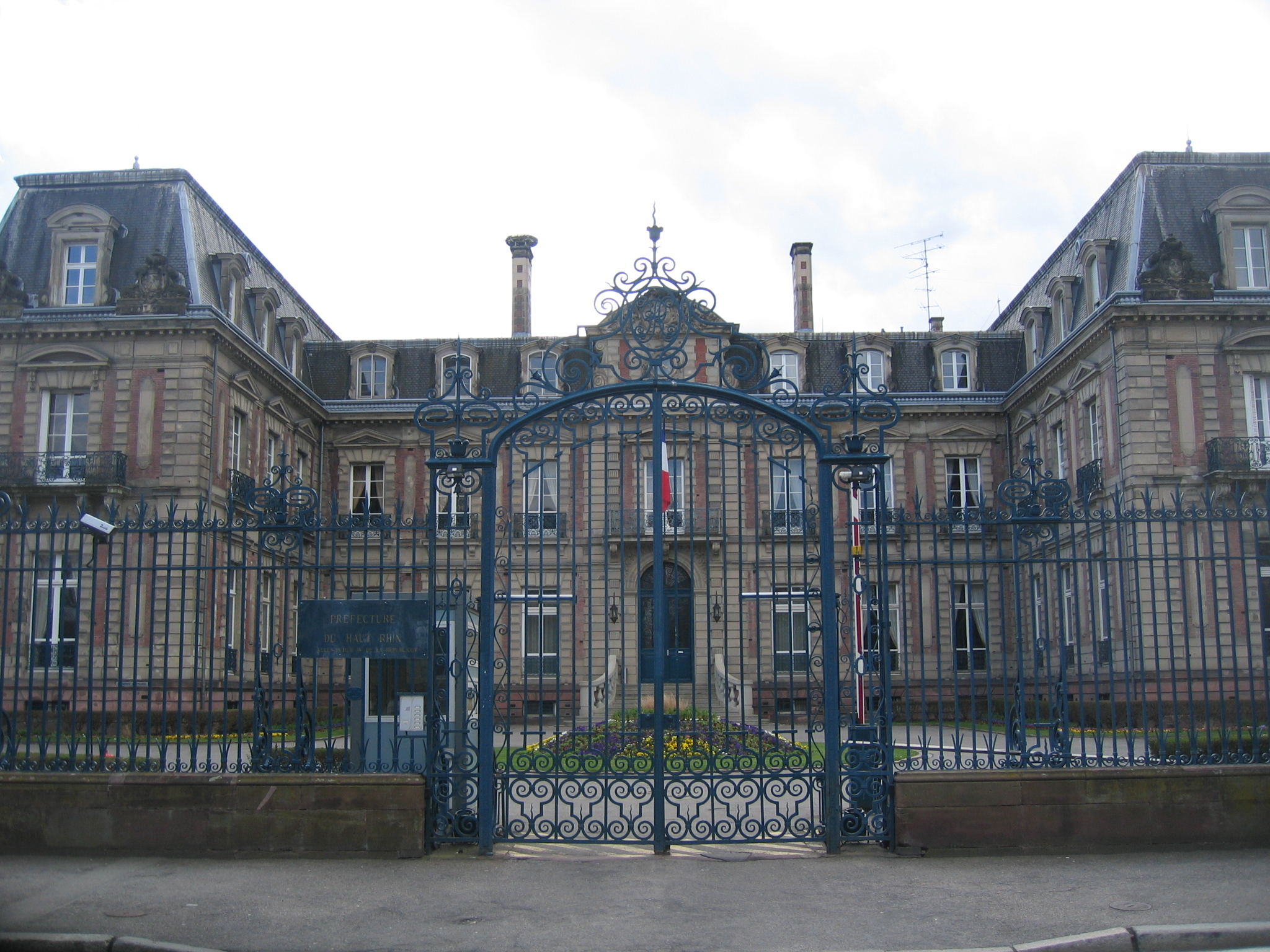
Préfecture du Haut-Rhin (1866[3]) au no 7